# Natalia Bucyk
Natalia Agnieszka Bucyk (ur. 5 stycznia 1998) – polska koszykarka, występująca na pozycjach niskiej lub silnej skrzydłowej, od 2022 zawodniczka AZS-u Uniwersytet Warszawski.

## Osiągnięcia
Stan na 2 maja 2024.

### Drużynowe
5x5
- Brązowa medalistka mistrzostw Polski (2015, 2017)
- Awans z SKK Polonią Warszawa do EBLK (2021)

3x3
- Wicemistrzyni Mazowsza 3x3 U–23 (2021)

### Reprezentacja
3x3
- Uczestniczka rozgrywek FIBA 3x3 Women’s Series (2020/2021)